# Поливаново
Полива́ново (рос. Поливаново) — селище у складі Подольського міського округу Московської області, Росія.
Стара назва — Совхоз Поливаново.

## Населення
Населення — 509 осіб (2010; 391 у 2002).
Національний склад (станом на 2002 рік):
- росіяни — 96 %